# David J. P. Barker
David James Purslove Barker CBE (* 29. Juni 1938; † 27. August 2013) war ein britischer Epidemiologe. Er ist bekannt für Hypothesen des Zusammenhangs von Fehlernährung im Embryostadium und in der frühen Kindheit und zum Beispiel koronaren Herzerkrankungen im Erwachsenenalter.

## Leben
Barker studierte an der Universität London mit dem Bachelor-of-Science-Abschluss (BSc) 1959 und dem Bachelor of Medicine, Bachelor of Surgery (MBBS) 1962. 1966 wurde er an der University of Birmingham promoviert (Ph.D.) und 1968 wurde er Mitglied des Royal College of Physicians (MRCP). 1974 erwarb er einen MD der Universität London. Er war Professor für klinische Epidemiologie an der University of Southampton. Außerdem war er Professor für Kardiovaskuläre Medizin an der Oregon Health and Science University.
1989 entdeckte er einen Zusammenhang zwischen niedrigem Geburtsgewicht (und Untergewicht in der frühen Kindheit) und späterer Anfälligkeit für koronare Herzerkrankungen. Später dehnte er dies auch auf erhöhte Risiken für Bluthochdruck, Diabetes mellitus Typ 2 und Schlaganfälle aus. 2010 untersuchte er pränatale Einflüsse für Lungenkrebs.
Er war Fellow der Royal Society (1998). 2005 wurde er CBE. 1994 erhielt er den Wellcome Prize, 2007 den Longevity Prize und 2011 den Richard Doll Prize in Epidemiology.
Barker war zweimal verheiratet. Mit seiner ersten Frau Angela († 1980) hatte er fünf Kinder. Seine zweite Frau Jan (Eheschließung 1983) brachte drei weitere Kinder in die Ehe ein.

## Schriften
Bücher:
- Practical Epidemiology. Churchill Livingstone, 4. Auflage 1990 (zuerst 1973)
- mit Geoffrey Rose: Epidemiology in Medical Practice. Churchill Livingstone 1976, 5. Auflage 1997
- mit G. Rose: Epidemiology for the Uninitiated. BMJ Books, 1979, 3. Auflage 1993
- mit M. J. Gardner, P. D. Winter: Atlas of Mortality from Selected Diseases in England and Wales 1968-1978. Wiley, 1984
- The fetal and Infant Origins of Adult Disease. BMJ Books, 1992
- Mothers, Babies and Health in Later Life. Churchill Livingstone 1994, 2. Auflage 1998
- als Herausgeber: Fetal Programming: Influences on Development and Disease in Later Life. NIH Monograph Series, Marcel Dekker, 2000
- als Herausgeber: Fetal Origins of Cardiovascular and Lung Diseases. RCOG Press, 1998
- als Herausgeber: Type 2 Diabetes: The Thrifty Phenotype. Oxford University Press, 2001
- Herausgeber mit Graham J. Burton, A. Moffett, K. Thornburg: The Placenta and Human Developmental Programming. Cambridge University Press, 2011

Einige Aufsätze:
- mit C. Osmond: Infant mortality, childhood nutrition and ischaemic heart disease in England and Wales. In: The Lancet, Band 327, 1986, S. 1077, Abstract
- mit C. Osmond, P. D. Winter, B. M. Margetts, S. J. Simmonds Weight in infancy and death from ischaemic heart disease. In: The Lancet, September 1989, S. 577–580
- Fetal origins of coronary heart Diseuse. In: British Medical Journal, Band 311, 1995, S. 171–174
- mit C. Osmond, T. J. Forsén, E. Kajantie, J. G. Eriksson Maternal and social origins of hypertension. In: Hypertension, Band 50, 2007, S. 565–571